# 乌兰镇 (靖远县)
乌兰镇，是中华人民共和国甘肃省白银市靖远县下辖的一个乡镇级行政单位。

## 行政区划
乌兰镇下辖以下地区：
东街社区、西路社区、西街社区、东关社区、二七九社区、铁路新村社区、罗家湾社区、西关社区、新城社区、东坪村、城关村、西关村、东关村、二十里铺村、西滩村、烟洞村、红咀村、河靖村和营防村。